# یواس‌اس یوکا (آی‌ایکس-۲۱۴)
یواس‌اس یوکا (آی‌ایکس-۲۱۴) (به انگلیسی: USS Yucca (IX-214)) یک کشتی بود که طول آن ۴۵۳ فوت (۱۳۸ متر) بود. این کشتی در سال ۱۹۲۰ ساخته شد.